# Joseph Druar
Joseph Henry Druar (* 5. September 1962 in Buffalo, New York; † 27. Juli 2023) war ein US-amerikanischer Eiskunstläufer.
Druar trat im Eistanz mit Susie Wynne an. 1986 traten sie erstmals bei den US-amerikanischen Meisterschaften an und erreichten den vierten Platz. In den folgenden Jahren konnten sie sich um jeweils eine Position verbessern, bis sie 1989 und 1990 nationale Meister im Eistanz wurden. Des Weiteren traten Druar und Wynne ab 1987 bei vier Eiskunstlauf-Weltmeisterschaften an. Ihr bestes Ergebnis war dabei der vierte Platz 1990. Bei den Olympischen Winterspielen 1988 im kanadischen Calgary verpassten sie knapp die Top Ten und wurden Elfte.

## Ergebnisse

### Eistanz
(mit Susie Wynne)
| Wettbewerb / Jahr                | 1986 | 1987 | 1988 | 1989 | 1990 |
| -------------------------------- | ---- | ---- | ---- | ---- | ---- |
| Olympische Winterspiele          |      |      | 11.  |      |      |
| Weltmeisterschaften              |      | 12.  | 9.   | 5.   | 4.   |
| US-amerikanische Meisterschaften | 4.   | 3.   | 2.   | 1.   | 1.   |